# Keta
Keta (Ewe: „Sandkopf“), englisch auch Quitta, ist eine Stadt in der Volta Region an der Küste von Ghana und Hauptstadt des gleichnamigen Distrikts (Keta Municipal).

## Lage und Geschichte
Keta liegt auf einer schmalen, von Erosion ständig bedrohten Nehrung (Cape St. Paul), welche die Keta Lagoon vom Golf von Guinea (Atlantik) trennt. Vor Ankunft der Europäer im 15. Jahrhundert war es ein Marktflecken lokaler Bedeutung im Königreich Anlo. Die Entwicklung des für die Bevölkerung der Voltaregion wichtigen Handelsplatzes wurde ab dem Beginn des 18. Jahrhunderts von europäischen Kolonialinteressen entscheidend beeinflusst. Zum Schutz der eigenen Handelsstützpunkte errichteten die Niederländer 1734 Fort Singelenburgh, an gleicher Stelle 1784 die Dänen das Fort Prinzenstein. 
Nach Übernahme 1850 durch England verlor Keta zunehmend an überregionaler Bedeutung. Der seicht abfallende Meeresgrund verhinderte das Anlegen größerer Schiffe, sodass alle Waren und Personen von und zu den auf Reede liegenden Schiffen durch die Brandung transportiert werden mussten. In den 1850er Jahren agierte hier das Bremer Handelsunternehmen Vietor, das eng mit Missionsgesellschaften verbunden war.
Durch kostenintensive Küstenschutzbauten (Keta sea defense project) wird seit dem Jahr 2000 versucht, die weitere Zerstörung Ketas durch Meereserosion aufzuhalten.

### Fachbeiträge
- August Wilhelm Schreiber: Bausteine zur Geschichte der NMG. In: 150 Jahre Norddeutsche Mission. Bremen 1986, S. 84–96.

### Zeitdokumente
- Christian Hornberger: Das Ewe-Gebiet an der Sklavenküste von West-Afrika. In: Petermanns Geographische Mitteilungen 13, 1867, S. 48 ff.
- Johann Karl Vietor: Geschichtliche und kulturelle Entwicklung unserer Schutzgebiete. Dietrich Reimer Verlag, Berlin 1913, S. 9.